# Tostado (metalurgia)
El tostado o tostación es un paso en la transformación de ciertas menas metálicas. Más específicamente, el tostado es un proceso metalúrgico que implica reacciones sólido-gas a temperaturas elevadas con el fin de purificar el componente metálico. A menudo antes del tostado, el mineral ya ha sido parcialmente purificado, por ejemplo, por flotación en espuma. El concentrado se mezcla con otros materiales para facilitar el proceso. Esta tecnología es útil, pero también una grave fuente de contaminación atmosférica.
El tostado consta de reacciones térmicas de sólido-gas, que pueden incluir oxidación, reducción, cloración, sulfatación, y pirohidrólisis. En la tostación, el concentrado de mineral se trata con aire muy caliente. Este proceso se aplica generalmente a los minerales metálicos con azufre, como los sulfuros metálicos. Durante la tostación, el sulfuro metálico se convierte en un óxido, y el azufre se libera como dióxido de azufre en estado gaseoso. Para el mineral de Cu2 S (calcosina) y ZnS (esfalerita), las ecuaciones de equilibrio para el tostado son:
2 Cu2S + 3 O2 → 2 Cu2O  +  2 SO2
2 ZnS  + 3 O2   →   2 ZnO + 2 SO2
El producto gaseoso de la tostación de los sulfuros, el dióxido de azufre (SO2) se utiliza a menudo para producir ácido sulfúrico. Muchos minerales de azufre contienen otros componentes tales como el arsénico que se liberan al medio ambiente.
Hasta principios del siglo XX, el tostado se iniciaba por la quema de madera en la parte superior del mineral. Esto aumentaba la temperatura del mineral hasta el punto de que el azufre contenido pasaba a ser la fuente de combustible, y el proceso de tostado podía continuar sin fuentes de energía externas. Las primitivas tostaciones se realizaban en "hogares" abiertos, los tostadores, donde se agitaban manualmente (una práctica conocida como "rabbling" en inglés), utilizando herramientas en forma de rastrillo para exponer el mineral sin tostar al dioxígeno del aire para continuar la reacción